# Oecophoridae
Famille
Les Oecophoridae sont une famille d'insectes de l'ordre des lépidoptères (papillons).

## Liste des sous-familles
Deux sous-familles sont représentées en Europe :
- Deuterogoniinae
- Oecophorinae

## Galerie

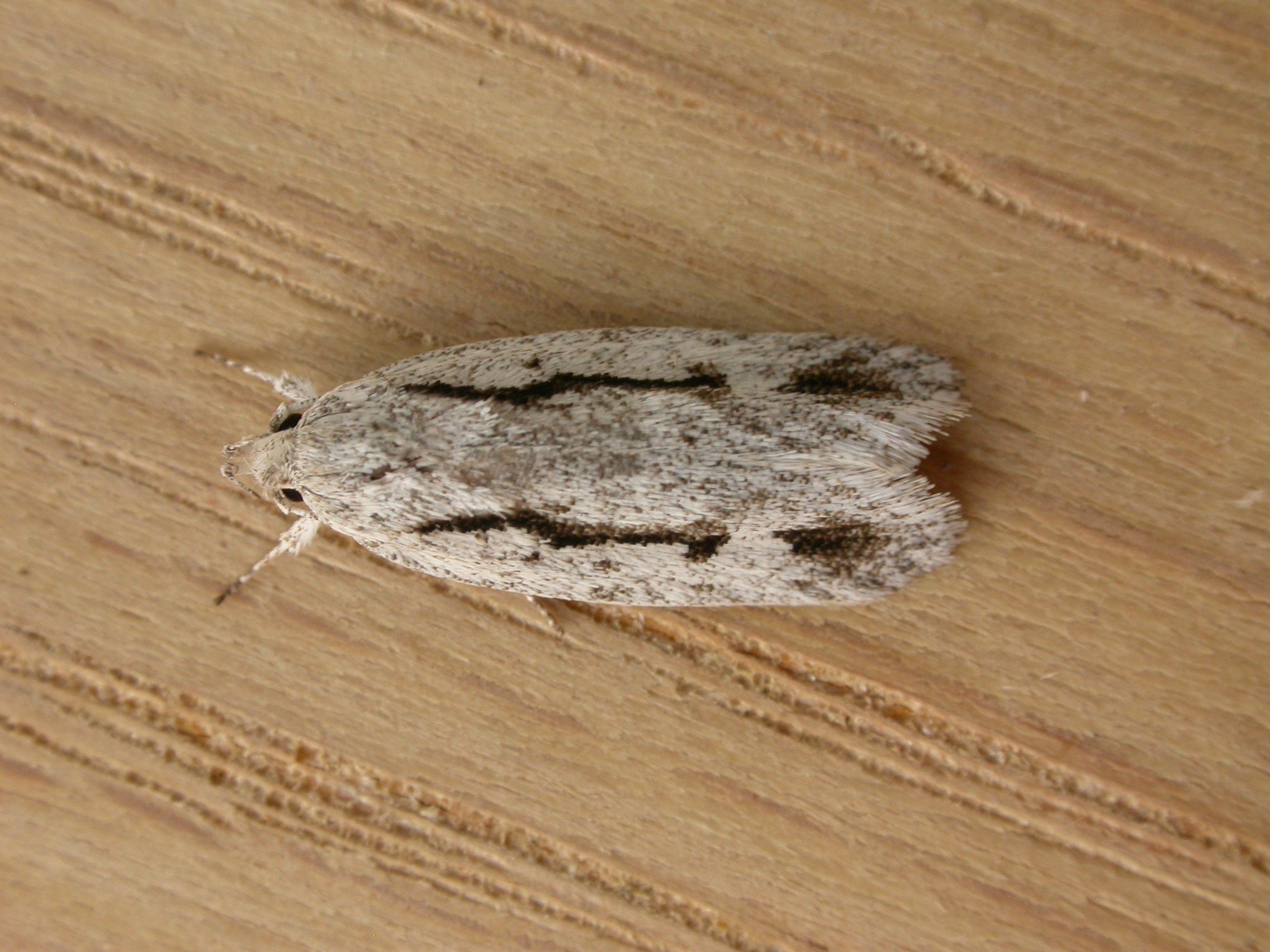
Eulechria encratodes
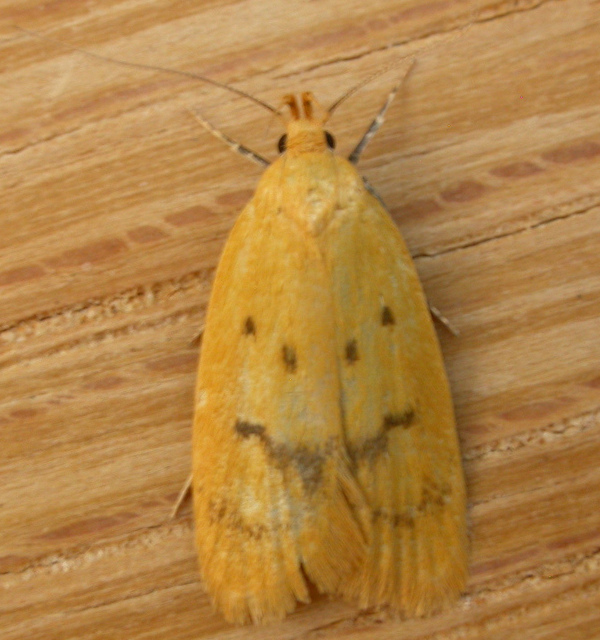
Eulechria subpunctella
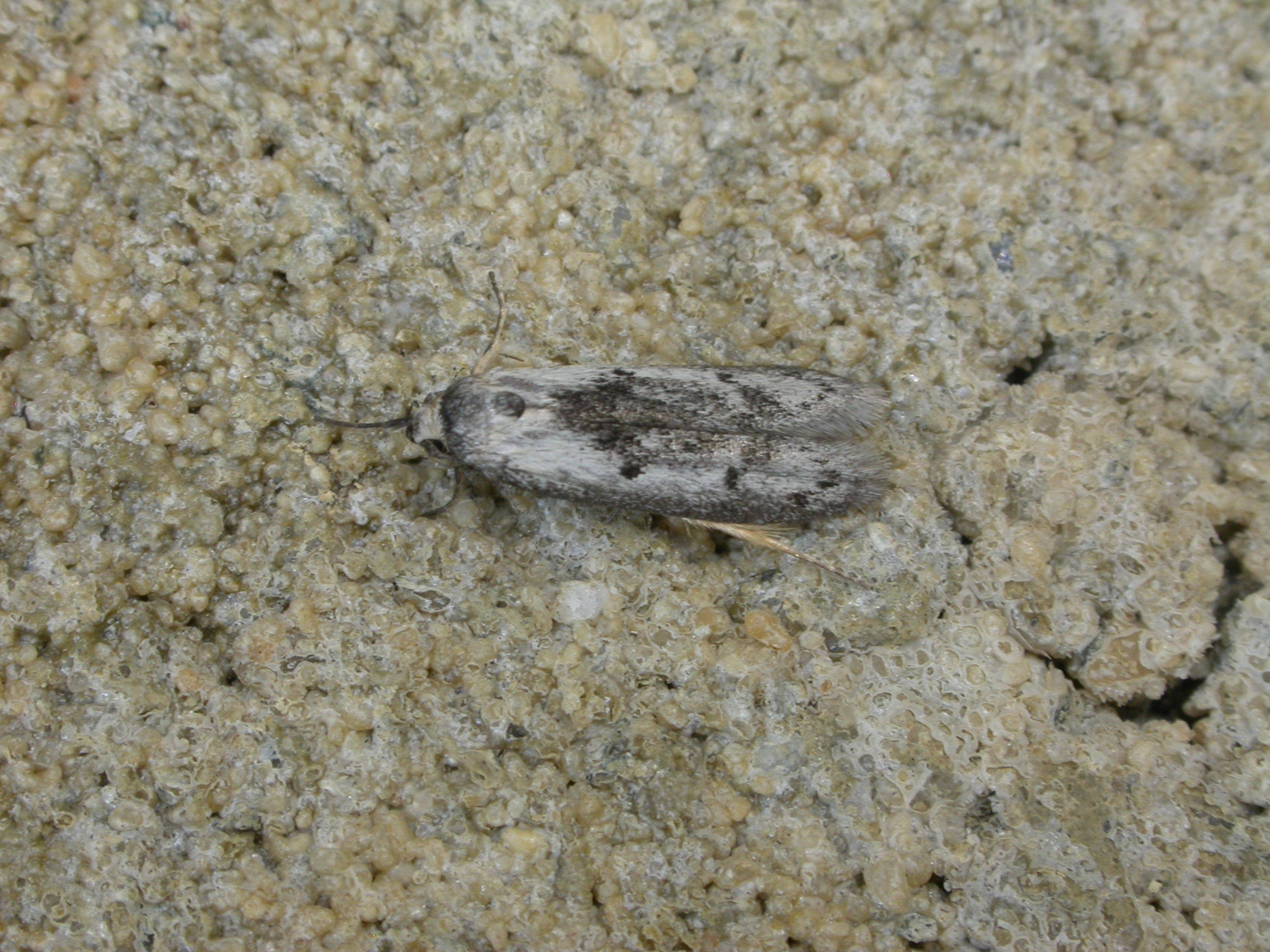
Eulechria acervata
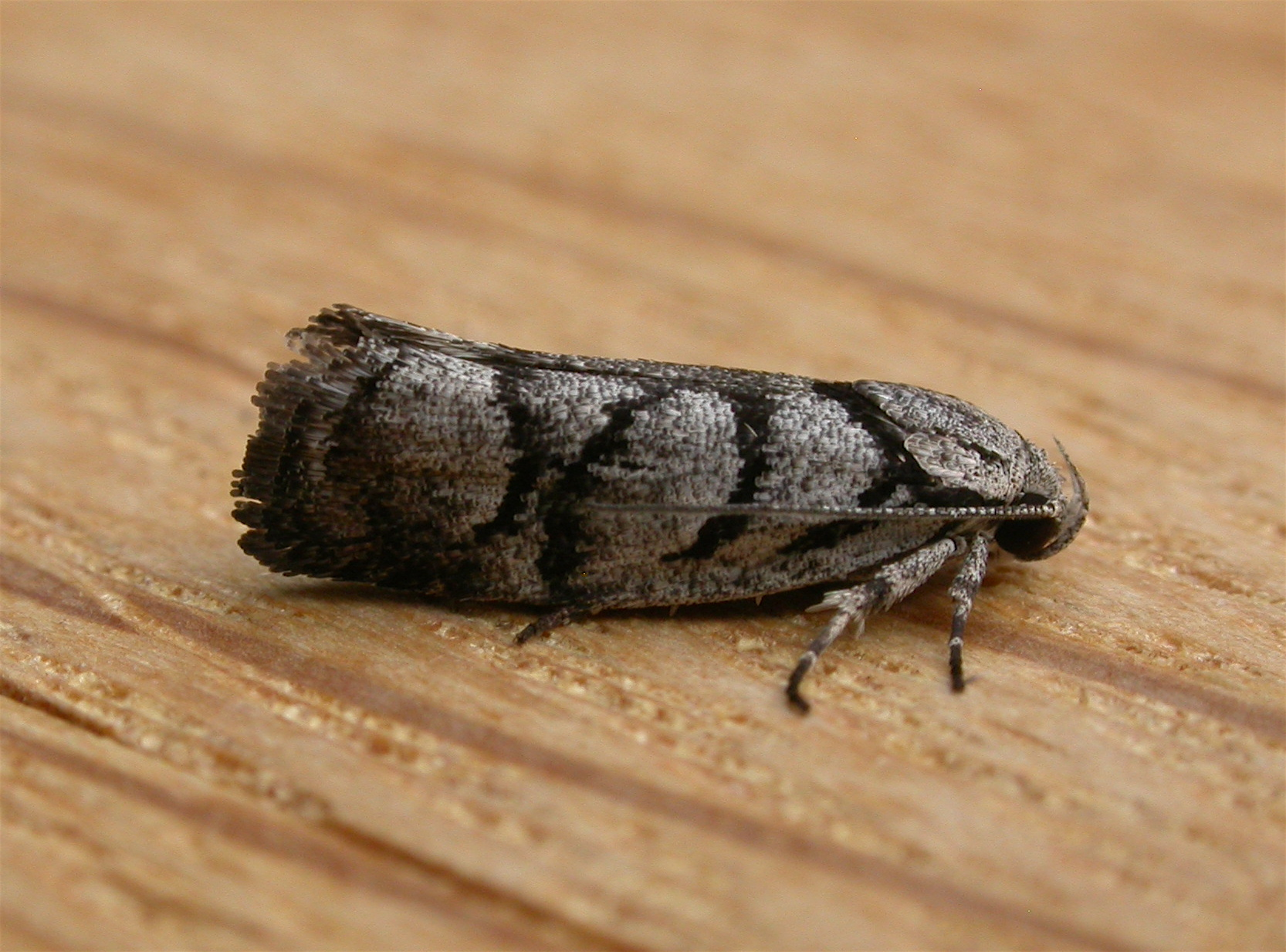
Lichenaula onychodes
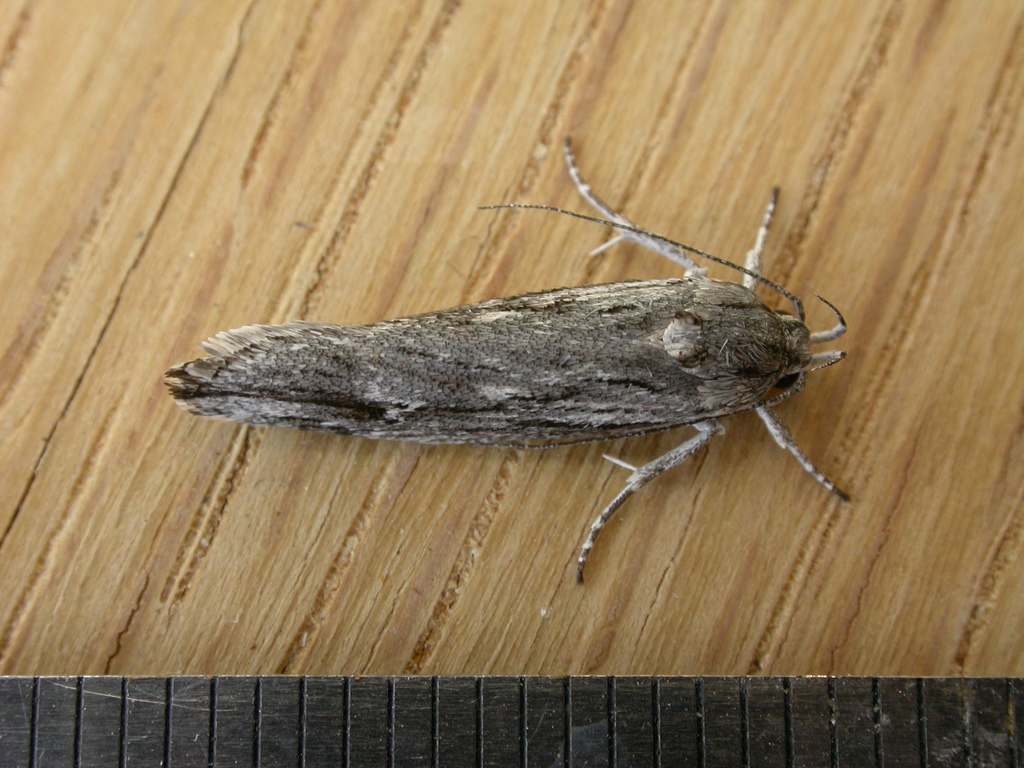
Lichenaula tuberculata
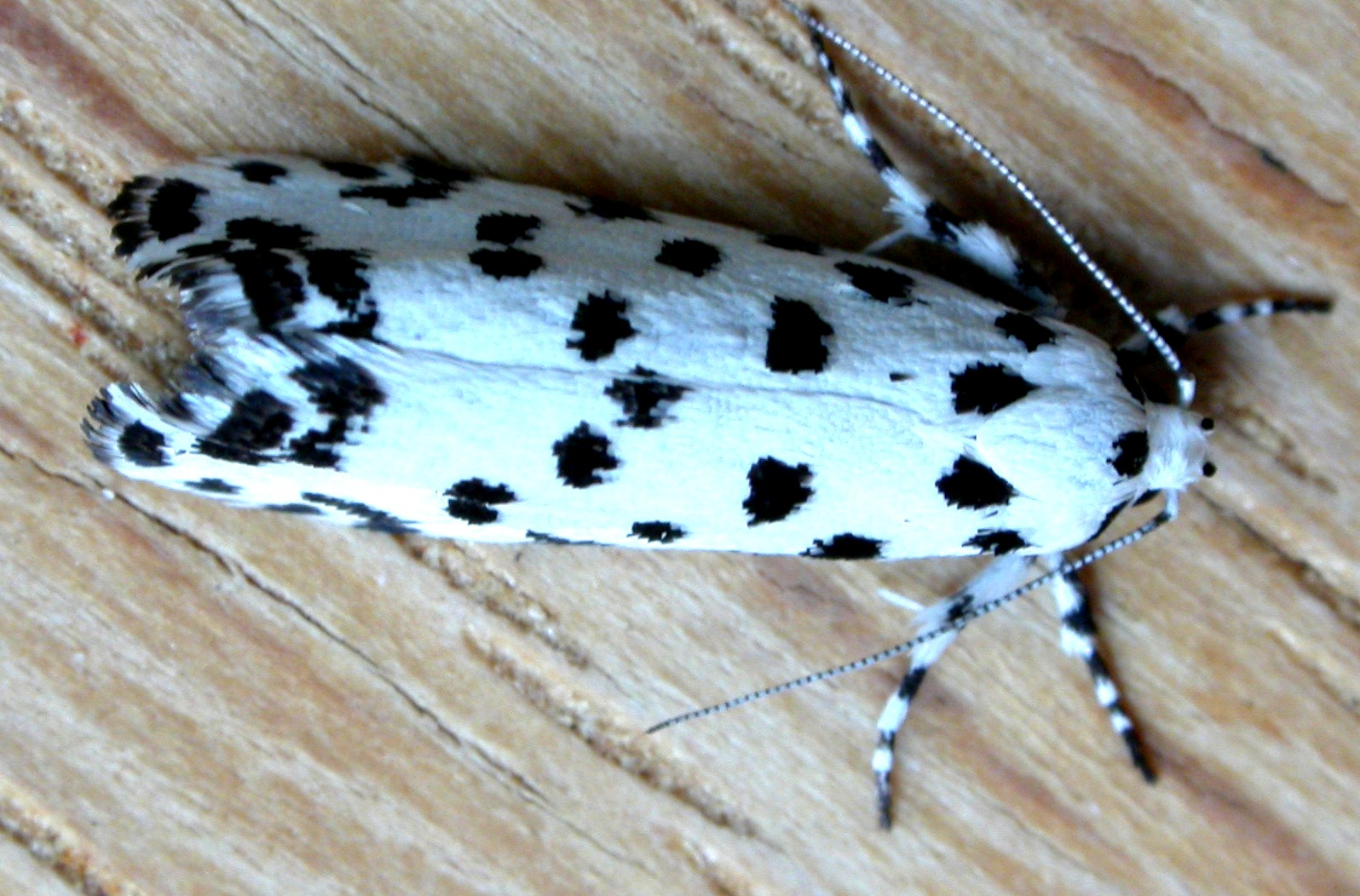
Lichenaula maculosa
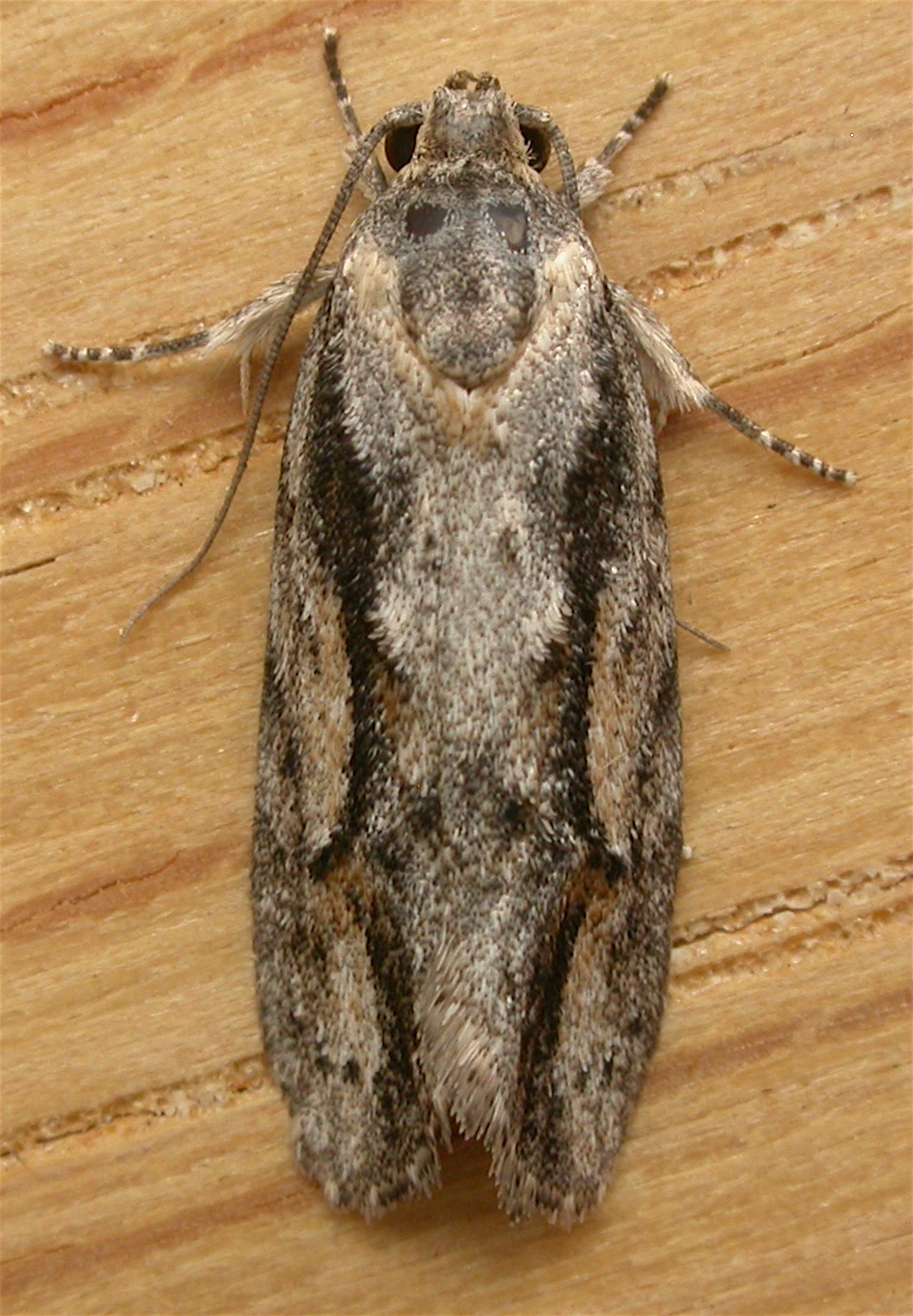
Agriophara leptosemela
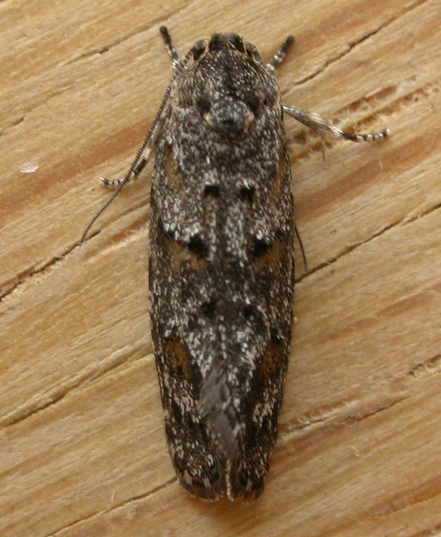
Agriophara nodigera
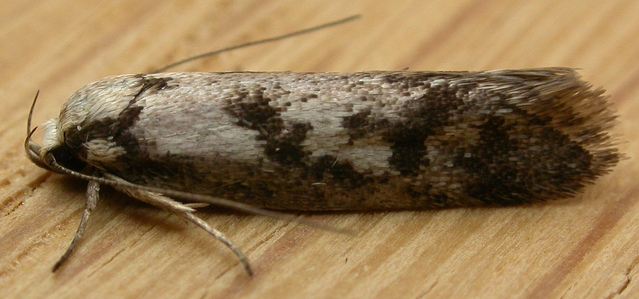
Eusemocosma pruinosa
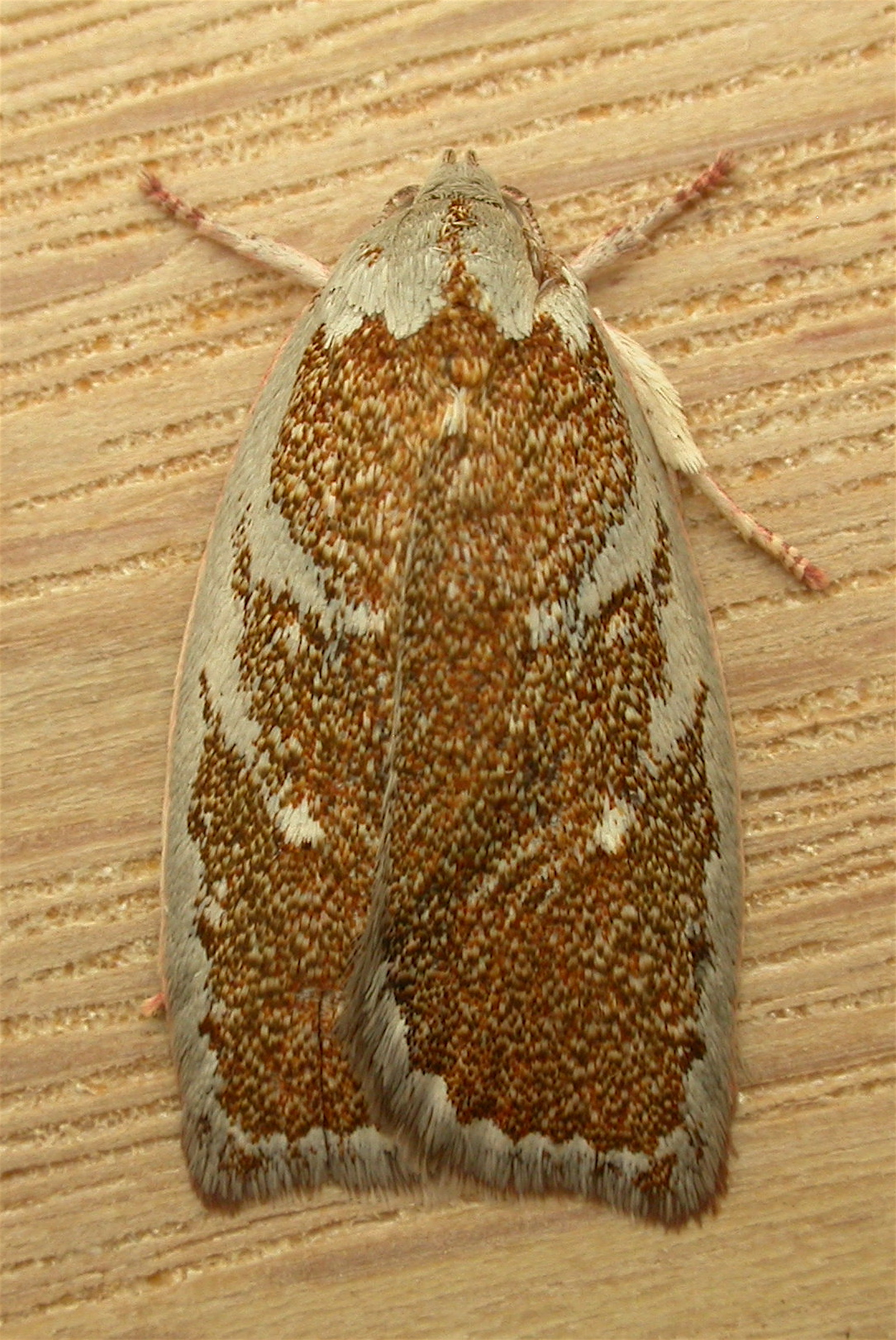
Euchaetis rhizobola
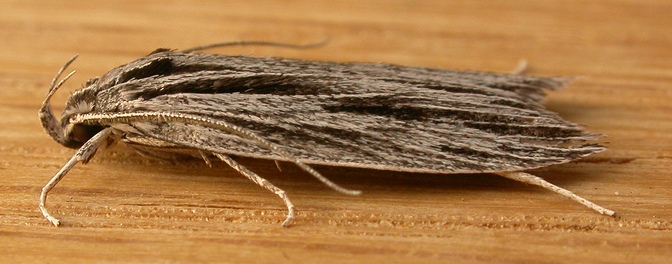
Leistarcha scitissimella
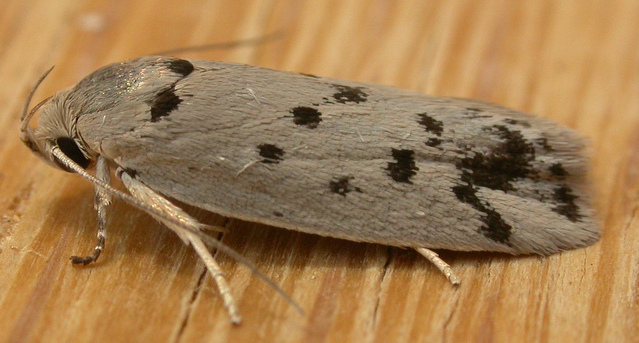
Ericibdela delotis
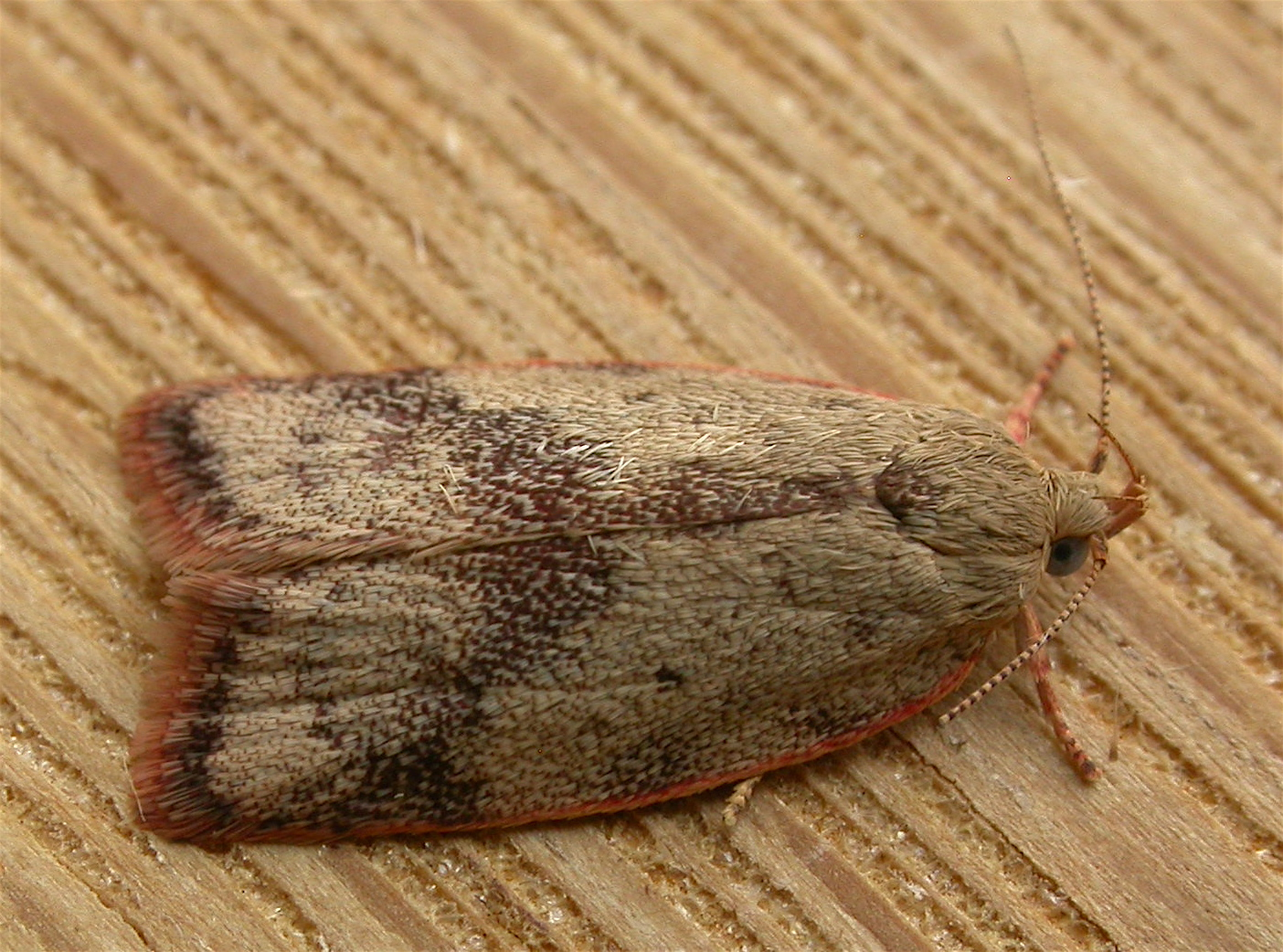
Garrha limbata
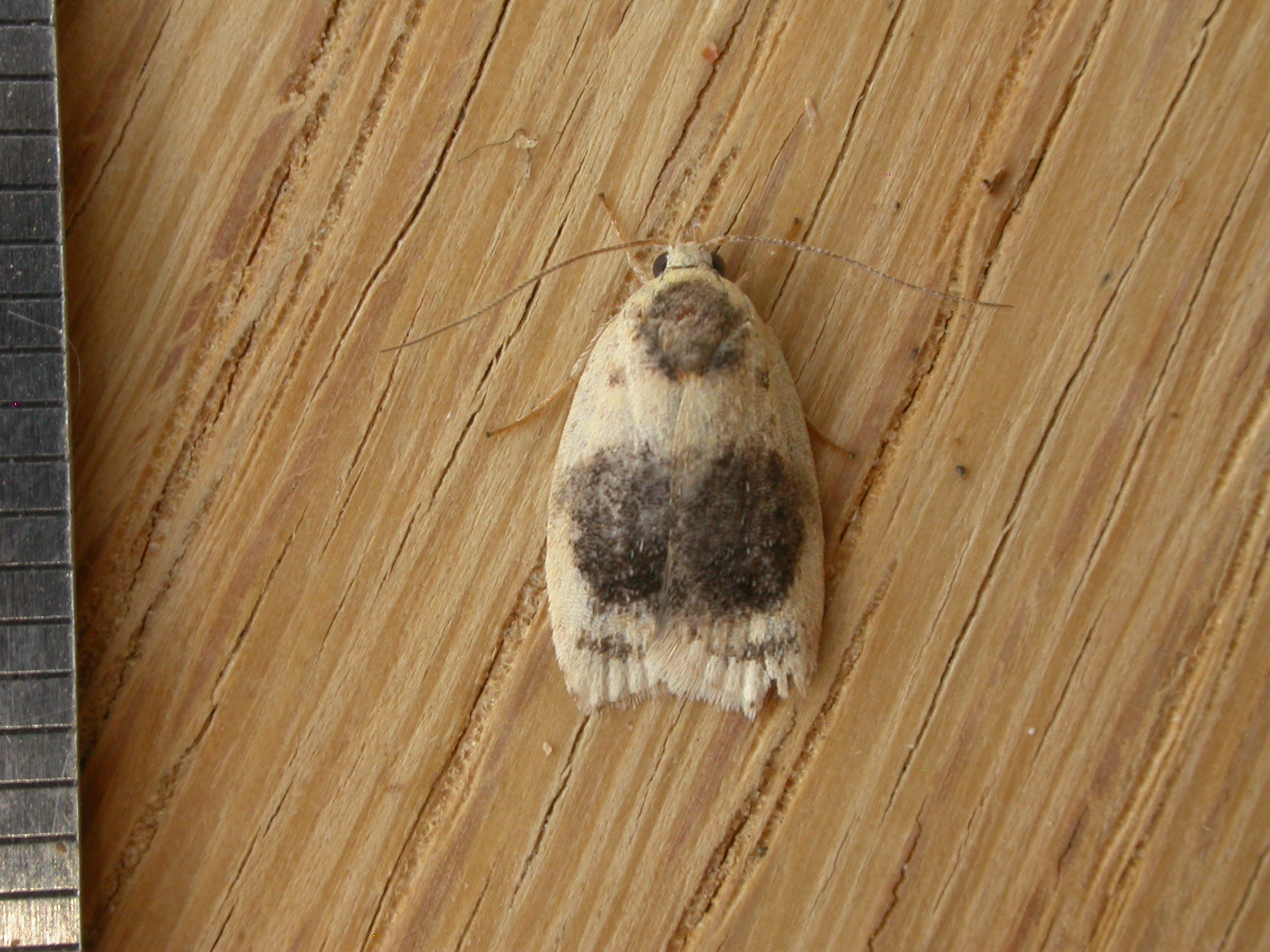
Garrha ocellifera